# Elisabeth Röhm
Elisabeth Röhm, född 28 april 1973, är en tysk-amerikansk skådespelerska kanske mest känd för sin roll som Serena Southerlyn i TV-serien Law & Order.

## Filmografi i urval
- 1999–2001 – Angel (TV-serie) (15 avsnitt)
- 2001–2005 – I lagens namn (TV-serie) (85 avsnitt)
- 2005 – Miss Secret Agent 2
- 2007 – Big Shots (TV-serie) (3 avsnitt)
- 2008–2013 – The Mentalist (TV-serie) (2 avsnitt)
- 2009 – 90210 (TV-serie) (1 avsnitt)
- 2009–2010 – Heroes (TV-serie) (8 avsnitt)
- 2011 – Abduction
- 2012 – CSI: Miami (TV-serie) (1 avsnitt)
- 2013 – American Hustle
- 2014 – Beauty & the Beast (TV-serie) (4 avsnitt)
- 2015 – Joy
- 2016 – 2017 (TV-serie) (3 avsnitt)
- 2016 – The Last Ship (TV-serie) (13 avsnitt)
- 2017–2019 – Jane the Virgin (TV-serie) (6 avsnitt)
- 2017 – NCIS (TV-serie) (1 avsnitt)